# جوليس إيدن
جوليس إيدن (بالإنجليزية: Jules Eden)‏ هو صحفي وكاتب وطبيب أمريكي، ولد في 1962.